# アテネ憲章 (1931年)
アテネ憲章（アテネけんしょう）は、歴史的建造物の保存・修復に関する原則で、1931年にアテネで開催された第1回歴史記念建造物関係建築家技術者国際会議において採択された。
都市計画に関するアテネ憲章とは別のものである。保存修復に関する理念は1964年のヴェネツィア憲章に継承された。

## アテネ憲章の内容
日本イコモス（国際記念物遺跡会議)が公開している資料から以下の7項目を引用する。
1. 歴史的記念建造物の修復の分野において、助言を惜しまず、実務的なレベルで効力を持つような国際的な諸組織がつくられなければならない。
2. 記念物の特徴や歴史的価値を損なうことにつながる失敗を避けるために、修復計画を見識に基づいた評価に委ねなければならない。
3. 各国は、歴史的遺跡の保存に関する問題を国内法によって解決しなければならない。
4. 発掘された考古学遺跡のうち、差し迫って修復の対象とはならないものは、その保護を確実なものにするために新たに埋め戻さなければならないだろう。
5. 近代的な技術や材料を修復作業に用いることが出来る。
6. 歴史的遺跡は、厳しい管理体制によって保護されなければらなない。
7. 歴史的遺跡の周辺地域の保護に特別な注意を払わなければならない。